# Copa Asiática Sub-20 de la AFC
La Copa Asiática Sub-20 de la AFC es una competición para selecciones nacionales sub-20 de fútbol organizado por la Confederación Asiática de Fútbol (AFC) desde 1959. Desde el año de inicio hasta 1978 era una competición anual. Desde 1980 hasta hoy el torneo se juega cada dos años, con 16 equipos participantes, aunque durante su existencia, el torneo ha tenido diversos formatos de competición.
El nombre de este campeonato se cambió a Campeonato Sub-19 de la AFC a partir de la edición de 2008.
Desde el año 2023 en el torneo juegan las selecciones Sub-20, aumentando la edad un año y fue renombrado como Copa Asiática Sub-20 de la AFC. Del mismo modo, este torneo sirve como eliminatoria para la Copa Mundial de Fútbol Sub-20 que se realiza cada dos años.

## Resultados
| Edición | Año          | Sede                   |                                                                           | Campeón                                                                   | Final Resultado                                                           | Segundo lugar                                                             |                                                                           | Tercer lugar                                                              | Resultado                                                                 | Cuarto lugar                                                              |
| 1       | 1959 Detalle | Malaya                 | Corea del Sur                                                             | liga                                                                      | Federación Malaya                                                         | Japón                                                                     | liga                                                                      | Hong Kong                                                                 |                                                                           |                                                                           |
| 2       | 1960 Detalle | Malaya                 | Corea del Sur                                                             | 4:0                                                                       | Federación Malaya                                                         | Japón                                                                     | 3:2                                                                       | Indonesia                                                                 |                                                                           |                                                                           |
| 3       | 1961 Detalle | Tailandia              | Indonesia Birmania                                                        | 0:0 2                                                                     |                                                                           | Tailandia                                                                 | 2:1                                                                       | Corea del Sur                                                             |                                                                           |                                                                           |
| 4       | 1962 Detalle | Tailandia              | Tailandia                                                                 | 2:1                                                                       | Corea del Sur                                                             | Indonesia                                                                 | 3:0                                                                       | Federación Malaya                                                         |                                                                           |                                                                           |
| 5       | 1963 Detalle | Malaya                 | Corea del Sur Birmania                                                    | 2:2 2                                                                     |                                                                           | Tailandia Hong Kong                                                       | 2:2 3                                                                     |                                                                           |                                                                           |                                                                           |
| 6       | 1964 Detalle | Vietnam del Sur        | Israel Birmania                                                           | 0:0 2                                                                     |                                                                           | Malasia                                                                   | 5:1                                                                       | Corea del Sur                                                             |                                                                           |                                                                           |
| 7       | 1965 Detalle | Japón                  | Israel                                                                    | 5:0                                                                       | Birmania                                                                  | Malasia                                                                   | 4:1                                                                       | Hong Kong                                                                 |                                                                           |                                                                           |
| 8       | 1966 Detalle | Filipinas              | Israel Birmania                                                           | 1:1 2                                                                     |                                                                           | Tailandia República de China                                              | 3                                                                         |                                                                           |                                                                           |                                                                           |
| 9       | 1967 Detalle | Tailandia              | Israel                                                                    | 3:0                                                                       | India                                                                     | Birmania                                                                  | 4:0                                                                       | Singapur                                                                  |                                                                           |                                                                           |
| 10      | 1968 Detalle | Corea del Sur          | Birmania                                                                  | 4:0                                                                       | Malasia                                                                   | Corea del Sur Israel                                                      | 3                                                                         |                                                                           |                                                                           |                                                                           |
| 11      | 1969 Detalle | Tailandia              | Birmania Tailandia                                                        | 2:2 2                                                                     |                                                                           | Irán                                                                      | 2:1                                                                       | Israel                                                                    |                                                                           |                                                                           |
| 12      | 1970 Detalle | Filipinas              | Birmania                                                                  | 3:0                                                                       | Indonesia                                                                 | Corea del Sur                                                             | 5:0                                                                       | Japón                                                                     |                                                                           |                                                                           |
| 13      | 1971 Detalle | Japón                  | Israel                                                                    | 1:0                                                                       | Corea del Sur                                                             | Birmania                                                                  | 2:0                                                                       | Japón                                                                     |                                                                           |                                                                           |
| 14      | 1972 Detalle | Tailandia              | Israel                                                                    | 1:0                                                                       | Corea del Sur                                                             | Irán                                                                      | 3:0                                                                       | Tailandia                                                                 |                                                                           |                                                                           |
| 15      | 1973 Detalle | Irán                   | Irán                                                                      | 2:0                                                                       | Japón                                                                     | Corea del Sur                                                             | 3:0                                                                       | Arabia Saudita                                                            |                                                                           |                                                                           |
| 16      | 1974 Detalle | Tailandia              | India Irán                                                                | 2:2 2                                                                     |                                                                           | Corea del Sur                                                             | 2:1                                                                       | Tailandia                                                                 |                                                                           |                                                                           |
| 17      | 1975 Detalle | Kuwait                 | Irán Irak                                                                 | 0:0 2                                                                     |                                                                           | Kuwait Corea del Norte                                                    | 2:2 3                                                                     |                                                                           |                                                                           |                                                                           |
| 18      | 1976 Detalle | Tailandia              | Irán Corea del Norte                                                      | 0:0 2                                                                     |                                                                           | Corea del Sur                                                             | 2:1                                                                       | Tailandia                                                                 |                                                                           |                                                                           |
| 19      | 1977 Detalle | Irán                   | Irak                                                                      | 4:3                                                                       | Irán                                                                      | Baréin                                                                    | 3:1                                                                       | Japón                                                                     |                                                                           |                                                                           |
| 20      | 1978 Detalle | Bangladés              | Irak Corea del Sur                                                        | 1:1 2                                                                     |                                                                           | Kuwait Corea del Norte                                                    | 1:1 3                                                                     |                                                                           |                                                                           |                                                                           |
|         | 1979         | China                  | Cancelado por problemas con la entrada de la selección surcoreana a China | Cancelado por problemas con la entrada de la selección surcoreana a China | Cancelado por problemas con la entrada de la selección surcoreana a China | Cancelado por problemas con la entrada de la selección surcoreana a China | Cancelado por problemas con la entrada de la selección surcoreana a China | Cancelado por problemas con la entrada de la selección surcoreana a China | Cancelado por problemas con la entrada de la selección surcoreana a China | Cancelado por problemas con la entrada de la selección surcoreana a China |
| 21      | 1980 Detalle | Tailandia              | Corea del Sur                                                             | liga                                                                      | Catar                                                                     | Japón                                                                     | liga                                                                      | Tailandia                                                                 |                                                                           |                                                                           |
| 22      | 1982 Detalle | Tailandia              | Corea del Sur                                                             | liga                                                                      | China                                                                     | Irak                                                                      | liga                                                                      | Emiratos Árabes Unidos                                                    |                                                                           |                                                                           |
| 23      | 1985 Detalle | Emiratos Árabes Unidos | China                                                                     | liga                                                                      | Arabia Saudita                                                            | Emiratos Árabes Unidos                                                    | liga                                                                      | Tailandia                                                                 |                                                                           |                                                                           |
| 24      | 1986 Detalle | Arabia Saudita         | Arabia Saudita                                                            | 2:0                                                                       | Baréin                                                                    | Corea del Norte                                                           | 1:0                                                                       | Catar                                                                     |                                                                           |                                                                           |
| 25      | 1988 Detalle | Catar                  | Irak                                                                      | 1:1 5:4 penales                                                           | Siria                                                                     | Catar                                                                     | 2:0                                                                       | Emiratos Árabes Unidos                                                    |                                                                           |                                                                           |
| 26      | 1990 Detalle | Indonesia              | Corea del Sur                                                             | 0:0 4:3 penales                                                           | Corea del Norte                                                           | Siria                                                                     | 1:0                                                                       | Catar                                                                     |                                                                           |                                                                           |
| 27      | 1992 Detalle | Emiratos Árabes Unidos | Arabia Saudita                                                            | 2:0                                                                       | Corea del Sur                                                             | Japón                                                                     | 3:0                                                                       | Emiratos Árabes Unidos                                                    |                                                                           |                                                                           |
| 28      | 1994 Detalle | Indonesia              | Siria                                                                     | 2:1                                                                       | Japón                                                                     | Tailandia                                                                 | 1:1 3:2 penales                                                           | Irak                                                                      |                                                                           |                                                                           |
| 29      | 1996 Detalle | Corea del Sur          | Corea del Sur                                                             | 3:0                                                                       | China                                                                     | Emiratos Árabes Unidos                                                    | 2:2 4:3 penales                                                           | Japón                                                                     |                                                                           |                                                                           |
| 30      | 1998 Detalle | Tailandia              | Corea del Sur                                                             | 2:1                                                                       | Japón                                                                     | Arabia Saudita                                                            | 3:1                                                                       | Kazajistán                                                                |                                                                           |                                                                           |
| 31      | 2000 Detalle | Irán                   | Irak                                                                      | 2:1                                                                       | Japón                                                                     | China                                                                     | 2:2 8:7 penales                                                           | Irán                                                                      |                                                                           |                                                                           |
| 32      | 2002 Detalle | Catar                  | Corea del Sur                                                             | 1:0                                                                       | Japón                                                                     | Arabia Saudita                                                            | 4:0                                                                       | Uzbekistán                                                                |                                                                           |                                                                           |
| 33      | 2004 Detalle | Malasia                | Corea del Sur                                                             | 2:0                                                                       | China                                                                     | Japón                                                                     | 1:1 4:3 penales                                                           | Siria                                                                     |                                                                           |                                                                           |
| 34      | 2006 Detalle | India                  | Corea del Norte                                                           | 1:1 5:3 penales                                                           | Japón                                                                     | Corea del Sur                                                             | 2:0                                                                       | Jordania                                                                  |                                                                           |                                                                           |
| 35      | 2008 Detalle | Arabia Saudita         | Emiratos Árabes Unidos                                                    | 2:1                                                                       | Uzbekistán                                                                | Corea del Sur Australia                                                   | 3                                                                         |                                                                           |                                                                           |                                                                           |
| 36      | 2010 Detalle | China                  | Corea del Norte                                                           | 3:2                                                                       | Australia                                                                 | Arabia Saudita Corea del Sur                                              | 3                                                                         |                                                                           |                                                                           |                                                                           |
| 37      | 2012 Detalle | Emiratos Árabes Unidos |                                                                           | Corea del Sur                                                             | 1:1 4:1 penales                                                           | Irak                                                                      |                                                                           | Uzbekistán Australia                                                      | 3                                                                         |                                                                           |
| 38      | 2014 Detalle | Birmania               |                                                                           | Catar                                                                     | 1:0                                                                       | Corea del Norte                                                           |                                                                           | Birmania Uzbekistán                                                       | 3                                                                         |                                                                           |
| 39      | 2016 Detalle | Baréin                 |                                                                           | Japón                                                                     | 0:0 5:3 penales                                                           | Arabia Saudita                                                            |                                                                           | Irán Vietnam                                                              | 3                                                                         |                                                                           |
| 40      | 2018 Detalle | Indonesia              |                                                                           | Arabia Saudita                                                            | 2:1                                                                       | Corea del Sur                                                             |                                                                           | Catar Japón                                                               | 3                                                                         |                                                                           |
|         | 2020 Detalle | Uzbekistán             | Cancelado debido a la pandemia de COVID-19                                | Cancelado debido a la pandemia de COVID-19                                | Cancelado debido a la pandemia de COVID-19                                | Cancelado debido a la pandemia de COVID-19                                | Cancelado debido a la pandemia de COVID-19                                | Cancelado debido a la pandemia de COVID-19                                | Cancelado debido a la pandemia de COVID-19                                | Cancelado debido a la pandemia de COVID-19                                |
| 41      | 2023 Detalle | Uzbekistán             |                                                                           | Uzbekistán                                                                | 1:0                                                                       | Irak                                                                      |                                                                           | Corea del Sur Japón                                                       | 3                                                                         |                                                                           |
| 42      | 2025 Detalle | China                  |                                                                           | Australia                                                                 | 1:1 5:4 penales                                                           | Arabia Saudita                                                            |                                                                           | Corea del Sur Japón                                                       | 3                                                                         |                                                                           |

## Palmarés
En cursiva, se indica el torneo en que el equipo fue local.
| Equipo                 | Campeón                                                                     | Subcampeón                             | Tercer lugar                           | Cuarto lugar                     | Semifinales          |
| ---------------------- | --------------------------------------------------------------------------- | -------------------------------------- | -------------------------------------- | -------------------------------- | -------------------- |
| Corea del Sur          | 12 (1959, 1960, 1963, 1978, 1980, 1982, 1990, 1996, 1998, 2002, 2004, 2012) | 5 (1962, 1971, 1972, 1992, 2018)       | 6 (1968, 1970, 1973, 1974, 1976, 2006) | 2 (1961, 1964)                   | 3 (2008, 2010, 2023) |
| Birmania               | 7 (1961, 1963, 1964, 1966, 1968, 1969, 1970)                                | 1 (1965)                               | 2 (1967, 1971)                         |                                  | 1 (2014)             |
| Israel                 | 6 (1964, 1965, 1966, 1967, 1971, 1972)                                      |                                        | 1 (1968)                               | 1 (1969)                         |                      |
| Irak                   | 5 (1975, 1977, 1978, 1988, 2000)                                            | 2 (2012, 2023)                         | 1 (1982)                               | 1 (1994)                         |                      |
| Irán                   | 4 (1973, 1974, 1975, 1976)                                                  | 1 (1977)                               | 2 (1969, 1972)                         | 1 (2000)                         | 1 (2016)             |
| Corea del Norte        | 3 (1976, 2006, 2010)                                                        | 2 (1990, 2014)                         | 3 (1975, 1978, 1986)                   |                                  |                      |
| Arabia Saudita         | 3 (1986, 1992, 2018)                                                        | 3 (1985, 2016, 2025)                   | 2 (1998, 2002)                         |                                  | 1 (2010)             |
| Tailandia              | 2 (1962, 1969)                                                              |                                        | 4 (1961, 1963, 1966, 1994)             | 5 (1972, 1974, 1976, 1980, 1985) |                      |
| Japón                  | 1 (2016)                                                                    | 6 (1973, 1994, 1998, 2000, 2002, 2006) | 5 (1959, 1960, 1980, 1992, 2004)       | 4 (1970, 1971, 1977, 1996)       | 2 (2018, 2023)       |
| China                  | 1 (1985)                                                                    | 3 (1982, 1996, 2004)                   | 1 (2000)                               |                                  |                      |
| Indonesia              | 1 (1961)                                                                    | 2 (1967, 1970)                         | 1 (1962)                               | 2 (1960, 1964)                   |                      |
| Catar                  | 1 (2014)                                                                    | 1 (1980)                               | 1 (1988)                               | 2 (1986, 1990)                   | 1 (2018)             |
| Siria                  | 1 (1994)                                                                    | 1 (1988)                               | 1 (1990)                               | 1 (2004)                         |                      |
| Emiratos Árabes Unidos | 1 (2008)                                                                    |                                        | 2 (1985, 1996)                         | 3 (1982, 1988, 1992)             |                      |
| India                  | 1 (1974)                                                                    |                                        |                                        |                                  |                      |
| Uzbekistán             | 1 (2023)                                                                    | 1 (2008)                               |                                        | 1 (2002)                         | 2 (2012, 2014)       |
| Australia              | 1 (2025)                                                                    | 1 (2010)                               |                                        |                                  | 2 (2008, 2012)       |
| Malasia                |                                                                             | 3 (1959, 1960, 1968)                   | 2 (1964, 1965)                         | 1 (1962)                         |                      |
| Baréin                 |                                                                             | 1 (1986)                               | 1 (1977)                               |                                  |                      |
| Kuwait                 |                                                                             |                                        | 2 (1975, 1978)                         |                                  |                      |
| Hong Kong              |                                                                             |                                        | 1 (1963)                               | 2 (1959, 1965)                   |                      |
| China Taipéi           |                                                                             |                                        | 1 (1966)                               |                                  |                      |
| Singapur               |                                                                             |                                        |                                        | 1 (1967)                         |                      |
| Kazajistán             |                                                                             |                                        |                                        | 1 (1998)                         |                      |
| Jordania               |                                                                             |                                        |                                        | 1 (2006)                         |                      |
| Vietnam                |                                                                             |                                        |                                        |                                  | 1 (2016)             |